# Neuraeschna titania
Neuraeschna titania – gatunek ważki z rodziny żagnicowatych (Aeshnidae).